# Анибал Пас
Анибал Луис Пас Пиума (шп. Aníbal Luis Paz Piuma; 21. мај 1917, Монтевидео — 21. март 2013, Монтевидео) био је уругвајски фудбалер, који је играо на позицији голмана. Као члан Фудбалске репрезентације Уругваја освојио је Светско првенство у фудбалу 1950.

## Каријера
Каријеру је започео у фудбалском клубу Ливерпул Монтевидео 1933, а током највећег дела каријере наступао је за Насионал, с којим је освојио Прву лигу Уругваја 9 пута.

## Трофеји
Насионал
- Прва лига Уругваја: 1939, 1940, 1941, 1942, 1943, 1946, 1947, 1950, 1952

Фудбалска репрезентација Уругваја
- Светско првенство у фудбалу 1950.
- Копа Америка 1942.